# نخستین سوگواری
نخستین سوگواری (به انگلیسی: The First Mourning) یا تحت عنوان دیگر؛ نخستین عزاداری یک نقاشی رنگ روغن بر روی بوم از ویلیام-آدولف بوگرو است که در سال ۱۸۸۸ خلق گردید. ابعاد این اثر هنری بوگرو، ۲۰۲ در ۲۵۲ سانتی‌متر است. نخستین سوگواری امروزه در موزه هنرهای ملی بوئنوس آیرس قرار دارد. نقاشی نشانگر آدم و حوا است در حالی‌که بر جسد فرزندشان هابیل، که به دست برادرش قابیل کشته شده‌است می‌نگرند. بوگرو مدت کوتاهی پیش از طرح این اثر، دومین فرزند خود را از دست داده بود. نام نخستین سوگواری، که به این اثر بوگرو انتساب داده شده، برگرفته از نام فرانسوی اثر است.